# Jacek Rakowiecki
Jacek Rakowiecki (ur. 28 listopada 1958 w Warszawie) – polski dziennikarz prasowy, działacz opozycji w okresie PRL.

## Życiorys
Studiował teatrologię na Uniwersytecie Jagiellońskim (studiów nie ukończył). W 1978 został członkiem redakcji niezależnego pisma studenckiego „Indeks”, wydawanego przez Studencki Komitet Solidarności w Krakowie. W 1981 został zastępcą przewodniczącego Niezależnego Zrzeszenia Studentów Uniwersytetu Jagiellońskiego i członkiem prezydium Krajowej Komisji Koordynacyjnej tego zrzeszenia.
W stanie wojennym został internowany i przebywał w obozie w Załężu koło Rzeszowa do 27 maja 1982. Po zwolnieniu pracował w administracji „Tygodnika Powszechnego”, w 1987 został członkiem redakcji tego tygodnika i p.o. sekretarza redakcji.
W 1989 związał się z „Gazetą Wyborczą” – był sekretarzem redakcji, kierownikiem działu kultury, a także dyrektorem wykonawczym i członkiem zarządu Agory (spółki wydającej dziennik). W 1998 został zastępcą redaktora naczelnego „Vivy!” w wydawnictwie Edipresse Polska. W 1999 awansował na stanowisko redaktora naczelnego tego dwutygodnika. W 2001 objął funkcję redaktora naczelnego tygodnika „Przekrój” po zakupieniu pisma przez Edipresse Polska i przeniesieniu redakcji do Warszawy. W 2002 został wydawcą pionu czasopism luksusowych w spółce Media Styl należącej do wydawnictwa Bauer. W 2003 powrócił do Edipresse Polska i ponownie objął stanowisko redaktora naczelnego „Vivy!”. W 2004 został redaktorem naczelnym miesięcznika teatralnego „Foyer”, który przestał się ukazywać w 2005. W 2006 był zastępcą redaktora naczelnego „Rzeczpospolitej”. Został odwołany ze stanowiska po tym, jak redaktorem naczelnym został Paweł Lisicki.
W kwietniu 2007 dołączył do Media Point Group jako szef nowych projektów wydawniczych, a w lipcu tego samego roku objął stanowisko redaktora naczelnego miesięcznika „Film”. We wrześniu 2012 na stanowisku redaktora naczelnego „Filmu” zastąpił go Tomasz Raczek.
Został także wykładowcą dziennikarstwa na prywatnej uczelni Collegium Civitas. Jako komentator występował m.in. w programie Puszka Paradowskiej. Pełnił funkcję selekcjonera Warszawskich Spotkań Teatralnych. 13 maja 2013 został rzecznikiem prasowym Telewizji Polskiej. Funkcję tę pełnił do końca marca 2015.

## Odznaczenia
W 2007, za wybitne zasługi w działalności na rzecz przemian demokratycznych w Polsce, został odznaczony Krzyżem Kawalerskim Orderu Odrodzenia Polski, odmówił przyjęcia odznaczenia z rąk prezydenta RP Lecha Kaczyńskiego z powodu „przekonań politycznych”.